# Plurinationalisme
Le plurinationalisme ou la plurinationalité sont définis comme la coexistence de deux ou plusieurs groupes nationaux plus étanches ou conservés dans un système politique (une communauté ou un groupe de peuples organisé). Le président équatorien Rafael Correa définit le plurinationalisme comme la coexistence de plusieurs nationalités différentes et reconnues au sein d'un État plus grand où existent différents peuples, cultures et visions du monde.
Le plurinationalisme défend l'idée de nationalité au pluriel, ce qui signifie qu'il y a beaucoup de ressortissants au sein d'une organisation, une communauté ou un groupe de peuples. Dérivé de ce concept, un État plurinational est l'existence de plusieurs communautés politiques dans une asymétrie constitutionnelle. L'utilisation de la plurinationalité aide à éviter la division des sociétés dans un État ou un pays. La Bolivie est par ailleurs un exemple d'État ayant fait du plurinationalisme un élément fondamental de sa constitution.